# Ràdio Vaticana
Ràdio Vaticana és l'emissora de ràdio oficial de la Ciutat del Vaticà. Va ser fundada pel papa Pius XI i encarregada a Guglielmo Marconi en 1931. La seva primera transmissió va ser el 12 de febrer de 1931. Durant la Segona Guerra Mundial, Ràdio Vaticana va ser una font de notícies per als Aliats, i com propaganda pro-aliada. El 27 de juny de 2015, el Papa Francesc, en una carta apostòlica motu proprio, va establir el Secretariat de Comunicacions a la Cúria Romana, que va absorbir Ràdio Vaticana a partir de l'1 de gener de 2017, posant fi als 85 anys de funcionament independent de l'organització.
Transmet en 47 idiomes. Les seves emissions radials les efectua per Ona Curta, Ona Mitjana, Freqüència Modulada (zona de Roma i Laci), amb retransmissió del seu senyal a través d'Internet, ràdio digital. La seva adreça està a càrrec dels jesuïtes. Ràdio Vaticà oferix convenis amb altres radioemisores en diferents idiomes, per a la transmissió de les diferents activitats del Papa i diferents programes, tots ells relacionats amb la religió. La programació la realitzen més de 200 periodistes en 61 països. Ràdio Vaticana produeix més de 24.117 hores anuals de radiodifusió. El director general és el Pare Federico Lombardi SJ.